# 科奇帕拉
科奇帕拉（Kochpara），是印度阿萨姆邦Kamrup县的一个城镇。总人口6028（2001年）。

## 人口
该地2001年总人口6028人，其中男性3097人，女性2931人；0—6岁人口519人，其中男298人，女221人；识字率85.02%，其中男性为88.76%，女性为81.06%。